# Lithocarpus turbinatus
Lithocarpus turbinatus là một loài thực vật có hoa trong họ Cử. Loài này được (Stapf) Forman mô tả khoa học đầu tiên năm 1966.